# Přebor Olomouckého kraje 2015/2016
V soubojích 25. ročníku Přeboru Olomouckého kraje 2015/16 (jedna ze skupin 5. fotbalové ligy) se utkalo 16 týmů každý s každým dvoukolovým systémem podzim–jaro. Tento ročník začal v sobotu 8. srpna 2015 úvodními třemi zápasy 1. kola a skončil v neděli 12. června 2016 zbývajícím zápasem 30. kola (TJ Sokol Velké Losiny – 1. HFK Olomouc „B“ 1:2).

## Nové týmy v sezoně 2015/16
- Z MSFL 2014/15 sestoupilo mužstvo SK Sulko Zábřeh.
- Z Divize E 2014/15 sestoupilo do Přeboru Olomouckého kraje mužstvo TJ Sokol Určice, z Divize D 2014/15 žádné mužstvo.
- Ze skupin I. A třídy Olomouckého kraje 2014/15 postoupila mužstva FK Jeseník (vítěz skupiny A)[2]a TJ Sokol Ústí (vítěz skupiny B).[3]

## Konečná tabulka
Zdroj: 
| Poř. | Tým                          | Z  | V  | R  | P  | VG  | OG | B  |
| ---- | ---------------------------- | -- | -- | -- | -- | --- | -- | -- |
| 1.   | FK Jeseník (N)               | 30 | 24 | 5  | 1  | 104 | 30 | 77 |
| 2.   | TJ Sokol Ústí (N)            | 30 | 19 | 7  | 4  | 94  | 42 | 64 |
| 3.   | FK Šternberk                 | 30 | 18 | 5  | 7  | 67  | 39 | 59 |
| 4.   | TJ Medlov                    | 30 | 16 | 6  | 8  | 57  | 38 | 54 |
| 5.   | 1. HFK Olomouc „B“           | 30 | 15 | 4  | 11 | 44  | 45 | 49 |
| 6.   | TJ FC Hněvotín               | 30 | 13 | 7  | 10 | 61  | 48 | 46 |
| 7.   | TJ Sokol Velké Losiny        | 30 | 12 | 7  | 11 | 52  | 42 | 43 |
| 8.   | FC Kralice na Hané           | 30 | 11 | 7  | 12 | 37  | 60 | 40 |
| 9.   | FK Mohelnice „B“             | 30 | 10 | 6  | 14 | 41  | 48 | 36 |
| 10.  | FC Želatovice                | 30 | 10 | 5  | 15 | 54  | 66 | 35 |
| 11.  | SK Sulko Zábřeh (S)          | 30 | 8  | 10 | 12 | 35  | 42 | 34 |
| 12.  | FC Dolany                    | 30 | 8  | 8  | 14 | 49  | 63 | 32 |
| 13.  | TJ Sokol Určice (S)          | 30 | 7  | 6  | 17 | 40  | 60 | 27 |
| 14.  | SK Chválkovice               | 30 | 7  | 5  | 18 | 40  | 85 | 26 |
| 15.  | FK Slavoj Kojetín-Kovalovice | 30 | 6  | 7  | 17 | 43  | 76 | 25 |
| 16.  | TJ Tatran Litovel            | 30 | 7  | 3  | 20 | 32  | 66 | 24 |

Poznámky:
- Z = Odehrané zápasy; V = Vítězství; R = Remízy; P = Prohry; VG = Vstřelené góly; OG = Obdržené góly; B = Body; (S) = Mužstvo sestoupivší z vyšší soutěže; (N) = Mužstvo postoupivší z nižší soutěže (nováček)

|  | Postup do Divize E 2016/17                             |
|  | Sestup do I. A třídy Olomouckého kraje – sk. A 2016/17 |